# Sunsoft
Sunsoft (яп. 株式会社サンソフト Kabushiki gaisha San Sōfuto) — японская компания по разработке и изданию компьютерных игр. Основана 16 апреля 1971 года как подразделение Sun Corporation, в свою очередь являвшегося подразделением Sun Electronics или Sun Denshi (サン電子) в Японии. Компания специализировалась на разработке игр для игровых консолей, персональных компьютеров и аркадных игровых автоматов. Также она выпускала игры по мотивам популярных кинофильмов, таких как Batman и The Addams Family.
В конце 1990-х годов компания закрыла свои офисы в США и Европе, но продолжила функционировать в Японии. 14 сентября 2006 года компания Nintendo анонсировала партнёрство с Sunsoft в рамках сервиса Virtual Console для Nintendo Wii.